# Damien Grangeon
Damien Grangeon MEP (* 27. September 1857 in Gelles, Département Puy-de-Dôme; † 21. November 1933) war ein französischer römisch-katholischer Ordensgeistlicher und Apostolischer Vikar von Quinhon.

## Leben
Damien Grangeon trat der Ordensgemeinschaft der Pariser Mission bei und empfing am 18. Februar 1883 das Sakrament der Priesterweihe.
Am 21. März 1902 ernannte ihn Papst Leo XIII. zum Titularbischof von Uthina und zum Apostolischen Vikar von Ost-Cochin (später: Quinhon). Der Apostolische Vikar von Nord-Cochinchina, Louis Caspar MEP, spendete ihm am 17. August desselben Jahres die Bischofsweihe; Mitkonsekrator war der Apostolische Vikar von West-Cochin, Lucien-Émile Mossard MEP.
Grangeon trat am 3. März 1929 als Apostolischer Vikar von Quinhon zurück.